# 櫛野展正
櫛野 展正（くしの のぶまさ、1976年 - ）は、日本のアウトサイダー・キュレーター。クシノテラス主宰。鞆の津ミュージアム（広島県福山市）でキュレーターを担当。2021年より、「アーツカウンシルしずおか」のチーフプログラム・ディレクターに就任。
2022年、クシノテラスの活動に於いて、総務省主催「令和3年度ふるさとづくり大賞」にて総務大臣賞 受賞。雑誌『AERA』(2024年12月30日-1月6日合併号)において「2025年をリードする100人」に選出。
広島県出身。福山市立南小学校、広島大学附属福山中学校・高等学校卒業。岡山大学教育学部卒業。京都芸術大学大学院芸術専攻修士課程修了（MFA）。

## 来歴・人物
小学生の頃の夢は漫画家であった。高校卒業後、特別支援学校教員を目指し岡山大学教育学部へ入学。大学1年時の障がい者福祉施設へのボランティア活動が転機となり、2000年に社会福祉施設へ就職。就職直後より、障害のある人たちへの表現活動のサポートを開始し、2012年5月日本財団のアール・ブリュット支援事業により、「鞆の津ミュージアム」（広島県福山市）開館。
手掛けた展覧会は、死刑囚が描いた絵画、ヤンキー関連作品、高齢者の表現物、スピリチュアル世界に関する展示など、主に社会の周縁で生きづらさを抱える人たちの展示が多い。各展示が奇抜なため突飛な印象を受けるが、アール・ブリュットを"生き延びるためのテクニック"と広義に解釈し、「そのような社会的成功とは無縁な人たちの生き様に焦点を当てることを通して、多様性を確保するとともに、鑑賞者ひとり一人が"いかに効率的な社会に生きているか"を再認識し、どのような生き方が"よい生き方"なのか見つめ直してもらうこと」を目指している。
2016年4月より、「クシノテラス」を広島県福山市にオープンし独立。イベントスペースとギャラリースペースの2つの機能を持つ。
2018年4月からは、障害の有無を問わないクシノテラス アートスクールが開講した。
2021年1月より静岡へ移住し、「アーツカウンシルしずおか」でチーフプログラム・ディレクターに就任。

## 展覧会
- 『BLACK　OUT』（2005年）ヨコハマ・ポートサイドギャラリー
- 『ウチナル音 -身体音からの造形-』（2007年）ボーダレス・アートミュージアムNO-MA[9]

以下は、鞆の津ミュージアム
- 『リサイクルリサイタル-幸せ時間の共有-』（2012年）[10]
- 『LOVE LOVE SHOW』（2012年）[11]
- 『極限芸術〜死刑囚の表現〜』（2013年）[12]
- 『ようこそ鞆へ！遊ぼうよパラダイス』（2013年）[13]
- 『山下陽光のアトム書房調査とミョウガの空き箱がiPhoneケースになる展覧会』（2014年）[14]
- 『ヤンキー人類学』（2014年）[15]
- 『花咲くジイさん〜我が道を行く超経験者たち〜』（2014年）[16]
- 『スピリチュアルからこんにちは』（2015年）
- 『障害（仮）』（2015年）[17]

以下は、クシノテラス
- 『極限芸術2　死刑囚は描く』（2016年・クシノテラス）[18]
- 『遅咲きレボリューション!』（2016年・クシノテラス）[19]
- 『空想キングダム』（2017年・ギャラリーマルヒ）[20]
- 『性欲スクランブル』（2017年・クシノテラス）[21]
- 八木志基個展『怪獣戯画』（2018年・クシノテラス）[22]
- S-Houseミュージアム × クシノテラス合同企画展『越境するミュージアム』（2018年・クシノテラス、S-Houseミュージアム）[23]
- 『アウトサイド・ジャパン展』(2019年・クシノテラス)[24]
- 『櫛野展正のアウトサイド・ジャパン展』(2019年・ギャラリーアーモ)[25]
- ピンクスキー個展『絵の中のわたし』(2019年・クシノテラス)
- 『ここにいる』(2020年・にしぴりかの美術館)
- 『かんじんなことは、目に見えない』(2020年・にしぴりかの美術館)
- 『平成美術：うたかたと瓦礫（デブリ） 1989-2019』(2021年・京都市京セラ美術館)[26]
- 『クシノテラス 所蔵品展vol.1』(2021年・にしぴりかの美術館)

以下は、アーツカウンシルしずおか
- 『超老芸術展 -遅咲きのトップランナー大暴走！-』(2023年、グランシップ)
- 『超老芸術展 in 池田町-遅咲きのトップランナー大集合！-』(2024年、北アルプス展望美術館)

## 主な連載
- 都築響一の会員制有料マガジン『ROADSIDER’weekly』連載「アウトサイダー・キュレーター日記[27]」（2015-）
- Web版『美術手帖』連載「アウトサイドの隣人たち[28]」（2015-）
- 中国WeChat公式サイト『HAO好和』（2017）
- caps channel「アウトサイドからこんにちは![29]」（2017-2020）
- 水道橋博士の『メルマ旬報[30]』連載「アウトサイドの冒険」（2018-2022）
- 週刊新潮 短期集中連載「アウトサイダー・アートの芸術世界」（2019年5月19日号-2019年12月26日号）
- 東京新聞 連載「アウトサイドの一番星」(2019-2020)
- 中日新聞 連載「アウトサイドの一番星」(2021)
- 静岡新聞 連載「窓辺」(2022)

## 著作
- 『ヤンキー人類学 突破者たちの「アート」と表現』（2014年10月、フィルムアート社）ISBN 4845914379
- 『キュレーションの現在—アートが「世界」を問い直す (Next Creator Book)』（2015年2月、フィルムアート社）ISBN 4845914530
- 『シルバーアート 老人芸術』（2015年4月、朝日出版社）ISBN 4255008248
- 『アウトサイドで生きている』（2017年4月、タバブックス） ISBN 4907053185
- 『極限芸術 〜死刑囚は描く〜』（2017年5月、クシノテラス） ISBN 4990956303
- 『アウトサイド・ジャパン　日本のアウトサイダー・アート』（2018年9月、イースト・プレス） ISBN 4781617131
- 『超老芸術』（2023年7月、ケンエレブックス） ISBN 4910315268
- 『ヴァナキュラー・アートの民俗学』(2024年3月、東京大学出版会)　ISBN 4130802291

## 委員歴
- 島根県障がい者アート作品展 審査員(2011-)
- Art to You! 東北障がい者芸術公募展 審査員(2016-)
- 障がい者芸術文化祭～愛顔ひろがる　えひめの障がい者アート展 審査員(2021-)
- パラリンアートカップ 審査員(2018-) 2022年より審査員長
- NTTアートコンテスト(2021-2023)
- パラリンアート世界大会(2018-)　　2021年より審査員長
- 静岡県障害者芸術祭 審査員(2023)
- ふじのくに芸術祭 企画委員(2022-)
- 静岡県文化政策審議会委員(2024-)

## トーク
2015年
- 鞆の津ミュージアム 櫛野展正 がこっそり教える「おもしろい展覧会はこうやって作る！」（2015年5月24日）@高知市文化プラザかるぽーと（高知県高知市）
- 対談「（ますます）老人の時代がやって来た！」（2015年7月4日）鹿子裕文@カフェ＆ギャラリー•キューブリック（福岡県福岡市）
- 教えて櫛野さん！”美術が淘汰してきた何か”を見つめ直すこと（2015年10月2日）@長者町トランジットスタジオ（愛知県名古屋市）
- シンポジウム「ミュージアムのトリセツ（取扱説明書）  よりよい生き方を探し求めて」（2015年10月17日）齋藤陽道、渋谷拓@東海大学湘南校舎（神奈川県平塚市）
- 札幌芸術の森美術館 「すごいぞ！これは」展 プレ•トーク（2015年10月24日）@札幌市資料館（北海道札幌市）
- シンポジウム「多様化するケア × アートの現在」（2015年11月5日）木村成代 @筑波大学（茨城県つくば市）
- シンポジウム「TURN／陸から海へ 第3回フォーラム」（2015年11月8日）日比野克彦 × 福住廉 @3331 Arts Chiyoda（東京都千代田区）
- 対談「ようこそ 谷川さん おはなししましょう」（2015年11月20日）谷川俊太郎 @鞆こども園（広島県福山市）

2016年
- 対談「山下陽光の『バイトやめる』学校」（2016年1月17日） 山下陽光@クシノテラス（広島県福山市）
- 都築響一トークライブ「関西珍アート紀行vol.2」（2016年1月28日） 都築響一、ai7n、金原みわ@ロフトプラスワンウエスト（大阪市中央区）
- 対談「これまで日比野、これから日比野」（2016年3月20日） 日比野克彦@クシノテラス（広島県福山市）
- シンポジウム「今日、アール•ブリュットを考えてみる」（2016年3月21日） 横井悠、岡部兼芳、松本志帆子、奥山理子@みずのき美術館（京都府亀岡市）
- シンポジウム「東京境界線紀行 2006→2016 『社会:アートとジェントリフィケーション』/『2016年•東京から境界線を考える』」（2016年3月26日） 長津結一郎、吉野さつき、福井健策、山田創平、樅山智子、羊屋白玉、三宅文子、大澤寅雄@space EDGE（東京都渋谷区）
- 対談「シゴトとセイカツとワタシ『仕事と表現』」（2016年4月3日） 菅原直樹@とりいくぐる（岡山市北区）
- シンポジウム「境界/ボーダーを越えて-未来の学芸員のために」「『美術』の外側にあるもの」（2016年4月16日） 楠本智郎、稲庭彩和子、工藤健志、山内宏泰@国立国際美術館（大阪市北区）
- 坂口恭平から学ぶ震災学（2016年4月23日） 坂口恭平@クシノテラス（広島県福山市）
- 都築響一のスナック芸術丸/第三十七夜〜セルフィー•レボリューション（2016年5月12日）都築響一、露光零、マキエマキ@DOMMUNE（東京都渋谷区）
- 都築響一トークイベント（2016年5月29日） 都築響一@クシノテラス（広島県福山市）
- クシノテラス大阪トークライブvol.1「アウトサイドの隣人たち」（2016年6月28日）  市田響、遠藤文裕@ロフトプラスワンウエスト（大阪市中央区）
- 対談「茂木健一郎トークライブ」（2016年7月4日） 茂木健一郎@クシノテラス（広島県福山市）
- 対談「藤井よしのりのパンパン道場」（2016年7月18日） 藤井よしのり@クシノテラス（広島県福山市）
- 櫛野展正トークイベント「アウトサイドの隣人たち」（2016年10月15日）@香味喫茶ハライソ珈琲（広島県尾道市）
- 対談「自撮りおばあちゃん・西本喜美子トークショー」（2016年10月22日） 西本喜美子@クシノテラス（広島県福山市）
- クシノテラス大阪トークライブvol.2「遅咲きレボリューション！」（2016年11月21日）  なだぎ武@ロフトプラスワンウエスト（大阪市中央区）
- クシノテラス東京トークライブ「遅咲きレボリューション！」（2016年12月6日）コラアゲンはいごうまん＠LOFT9 Shibuya（東京都渋谷区）

2017年
- 櫛野展正 VS コラアゲンはいごうまん～アウトサイダー3本勝負（2017年1月25日）コラアゲンはいごうまん＠高円寺パンディット（東京都杉並区）
- アートはだれのもの？（2017年1月27日）太田エマ、奥聡平、花房太一＠実践女子大学創立120周年館（東京都渋谷区）
- 櫛野展正 VS コラアゲンはいごうまん～アウトサイダー3本勝負　Vol.2（2017年2月23日）コラアゲンはいごうまん＠高円寺パンディット（東京都杉並区）
- 櫛野展正トークイベント（2017年2月26日）＠ギャラリーマルヒ（東京都文京区）
- クシノテラス東京トークライブ2（2017年3月29日）東ちづる、杉作J太郎、今立進＠LOFT9 Shibuya（東京都渋谷区）
- 櫛野展正「アウトサイドで生きている」出版記念トーク（2017年4月15日）＠ふらんす座（広島市中区）
- 櫛野展正トークイベント「アウトサイドで生きること」（2017年5月17日）辻修平@本屋B＆B（東京都世田谷区）
- 櫛野展正 × 都築響一 トークイベント「なんだかわからないけど、気になってしょうがないもの」（2017年5月18日）都築響一@本屋Title（東京都杉並区）
- 都築響一トークイベント（2017年5月27日）都築響一@クシノテラス（広島県福山市）
- 「アウトサイドで生きている」出版記念トーク（2017年6月23日）@ヒバリテラス（岡山市北区）
- クシノテラス大阪トークライブ vol.3「アウトサイドで生きている」（2017年6月27日）ゆりやんレトリィバァ@ロフトプラスワンウエスト（大阪市中央区）
- 都築響一トークライブ「関西珍アート紀行」vol.4」（2017年6月28日）都築響一、金原みわ@ロフトプラスワンウエスト（大阪市中央区）
- 日本女子大学 社会福祉学会 第24回大会（2017年7月1日）@日本女子大学 西生田キャンパス（川崎市多摩区）
- 都築響一 × 櫛野展正 トーク -東京版-（2017年7月2日）都築響一@音楽実験室 新世界（東京都港区）
- 第3回 Art to You！東北障がい者芸術公募展 関連イベント講演会「アウトサイダー？アート？」（2017年7月6日）@せんだいメディアテーク（仙台市青葉区）
- アウトサイドとはどこか？櫛野展正さんに聞く（2017年7月17日）@ホホホ座（京都市左京区）
- 「根本敬 ゲルニカ計画」の全貌！」（2018年8月2日）根本敬、会田誠、岩渕貞哉、まんしゅうきつこ@Loft9 Shibuya（東京都渋谷区）
- 「アウトサイドで生きている」出版記念トーク（2017年8月3日）今立進（エレキコミック）@高円寺パンディット（東京都杉並区）
- 杉作J太郎 トークイベント（2017年8月5日）@クシノテラス（広島県福山市）
- 「極限芸術〜死刑囚は描く〜」都築響一 × 櫛野展正 トークショー（2017年8月24日）都築響一 @アツコバルー（東京都渋谷区）
- 『障害者芸術支援フォーラム〜アートの多様性について考える』（2017年9月9日）服部正、山下完和、今中博之、中津川浩章、東ちづる、エドワードM・ゴメズ、齋藤誠一、杉本志乃、田口ランディ、鈴木京子、竹村利道@六本木ヒルズ ハリウッドホール（東京都港区）
- 「首くくり栲象の庭」上映トークイベント（2017年9月9日）堀江実@渋谷UP LINK（東京都渋谷区）
- 青森新都市病院 トークイベント（2017年11月20日）@青森新都市病院（青森県青森市）
- 櫛野展正トークライブ アウトサイド探訪録（2017年11月25日）@札幌市教育文化会館（札幌市中央区）
- TED × HokkaidoU Яebirth（2017年11月26日）@北海道大学フード＆メディカルイノベーション国際拠点（FMI）（札幌市北区）
- 「障害のある人の表現」トーク（2017年11月29日）@仙台市市民活動サポートセンター（仙台市青葉区）
- 教えて！クシノさん アウトサイダーアートって何ですか？（2017年12月5日）@カフェCappary（島根県松江市）
- 第13回AI美芸研（人工知能美学芸術研究会）「なんだかわからないけど、気になってしょうがないもの」（2017年12月9日）藤井雅実、中ザワヒデキ@tomari（沖縄県那覇市）

2018年
- クシノテラス東京トークライブ3（2018年5月14日）けうけげん、深沢佳那子、片桐仁、水道橋博士＠LOFT9 Shibuya（東京都渋谷区）
- 櫛野展正トークイベント(2018年5月26日)@はじまりの美術館(福島県耶麻郡)
- 櫛野展正トークショウ（2018年6月3日）スギノイチヲ@クシノテラス（広島県福山市）
- クシノテラス大阪トークライブ vol.4（2018年6月27日)古瀬憲、けうけげん、シャンプーハットこいで@ロフトプラスワンウエスト（大阪市中央区）
- 福祉をかえる「アート化」セミナー(2018年7月7日)@たんぽぽの家(奈良県奈良市)
- 卯城竜太(Chim↑pom) トークイベント（2018年7月21日）@クシノテラス（広島県福山市）
- 櫛野展正「アウトサイド・ジャパン」出版記念トーク(2018年10月6日)@ヒバリ照ラス(岡山県岡山市)
- 櫛野展正×福住廉トーク「なんだか気になる表現者たち」(2018年10月11日)福住廉@本屋B＆B（東京都世田谷区）
- 櫛野展正 × 齋藤陽道 筆談トーク「異なりと出会うアウトサイダーなぼくら」(2018年10月15日)齋藤陽道@本屋Title（東京都杉並区）
- 都築響一のスナック芸術丸/第五十一夜〜アウトサイド・ジャパン（2018年10月16日）都築響一、遠藤文裕、けうけげん@DOMMUNE（東京都渋谷区）
- 対談「椹木野衣トークイベント」（2018年10月20日)椹木野衣@クシノテラス（広島県福山市）
- 対談「アウトサイダー×非建築家×新開」(2018年10月21日)ヴィヴィアン佐藤@SIMA salon(広島県尾道市)
- 糸島国際芸術祭2018糸島芸農スペシャルトーク「アウトサイダーアートが問いかけるもの 福祉と芸術の狭間から」(2018年10月28日)@松末権九郎稲荷神社拝殿(福岡県糸島市)
- 多様な人々によるアート普及イベント　なんだかよくわからないけど気になるアート(2018年11月3日)@北九州市立子どもの館(福岡県北九州市)
- 大島てるの事故物件ガン見ナイト(2018年11月10日)大島てる@クシノテラス（広島県福山市）
- 櫛野展正トーク(2018年12月12日)@多摩美術大学(東京都八王子市)

2019年
- 障がいのある人たちの表現活動(2019年1月26日)@松江市総合福祉センター(島根県松江市)
- 深沢佳那子×櫛野展正トークイベント「特殊年賀状の作り方」(2019年2月17日)@クシノテラス(広島県福山市)
- 映画『地蔵とリビドー』トークショー(2019年2月23日)笠谷圭見、山下完和@福山駅前シネマモード(広島県福山市)
- MOTION GALLERY Crossing #6　マイノリティとマジョリティの境界を壊す方法(2019年2月27日)樅山智子@リトルトーキョー(東京都江東区)
- クシノテラス東京トークライブ4（2019年2月28日）塙興子、七瀬カオリ、深沢佳那子、マキエマキ、品川祐＠LOFT9 Shibuya（東京都渋谷区）
- 杉作J太郎×根本敬トークイベント（2019年3月17日)杉作J太郎、根本敬@クシノテラス（広島県福山市）
- 櫛野展正×茂木健一郎トークイベント(2019年4月29日)茂木健一郎@ギャラリーアーモ(東京都文京区)
- 櫛野展正×木下直之トークイベント(2019年4月30日)木下直之@ギャラリーアーモ(東京都文京区)
- トークショー「これが日本のアウトサイダー・アートだ！」(2019年5月1日)岩崎風水、はくのがわ、辻修平@本屋B＆B(東京都世田谷区)
- 映画『地蔵とリビドー』トークショー(2019年7月6日)笠谷圭見、山下完和@シネマ尾道(広島県尾道市)
- 人権教育研修会(2019年7月24日)@山口総合支援学校(山口県山口市)
- 企画でメシを食っていく「キュレーションの企画」(2019年8月24日)@BUKATSUDO(神奈川県横浜市)
- 櫛野展正トークショー(2019年8月31日)@季節を食べる食卓 numar(香川県仲多度郡)
- あなたはなぜ、今ここに「私とあなた〜福祉と芸術の狭間から(2019年10月10日)@gnomes「ノームズ」アトリエとキッチン(広島県尾道市)
- 櫛野展正トークショー(2019年11月6日)@東北大学(宮城県仙台市)
- アートのB面はどこにある？(2019年11月20日)菅谷晋一@WIRED CHAYA(東京都台東区)
- 櫛野展正トークショー(2019年12月7日)@Operation Table(福岡県北九州市)
- 笑がたり(2019年12月18日)芝山大補、石山大輔(バンビーノ)、石井輝明(コマンダンテ)@高円寺パンディット(東京都杉並区)
- アートプロジェクトの0123(2019年12月19日)@3331 Arts Chiyoda(東京都千代田区)

2020年
- 特別支援教育啓発セミナー 櫛野展正トークショー(2020年2月9日)@和歌の浦アート・キューブ(和歌山県和歌山市)
- 櫛野展正トークショー(2020年2月21日)@障がい者支援施設スマイル(愛媛県松山市)
- マキエマキ × 櫛野展正 対談「コロナ時代のクリエイターの生き方」(2020年5月15日)マキエマキ@オンライン[31]
- クシノテラスオンライントーク(2020年5月19日)けうけげん、スギノイチヲ、真栄田賢(スリムクラブ)@オンライン
- 山下完和 × 櫛野展正 対談(2020年5月29日)山下完和(やまなみ工房)@オンライン[32]
- クシノテラスオンライントーク2(2020年6月15日)藤野将明、ホリグチさん、今立進(エレキコミック)@オンライン
- 「 原カントくんの、いやー仕事って本当にイイものですね ＃アウトサイダー・キュレーター櫛野展正」(2020年8月26日)原カントくん@オンライン[33]
- 「ひみつジャナイ基地ch.」開設記念 オンライントークイベント(2020年10月17日)日比野克彦ほか@オンライン[34]

2021年
- 出展作家集合のオンライン・ライブ企画：「平成美術から令和美術へ」(2021年3月13日)椹木野衣、宇川直宏ほか@オンライン

- DOMMUNE 「THE 100 JAPANESE CONTEMPORARY ARTISTS」(2021年3月14日)椹木野衣、宇川直宏@オンライン

2022年
- 特別公開講座 アウトサイダー・アートにおける「老い・病・死」の表現(2022年10月1日)@静岡大学浜松キャンパス(静岡県浜松市)

2023年
- 『超老芸術』書籍出版トーク with くっきー!（野性爆弾）(2023年10月16日)@LOFT9 Shibuya（東京都渋谷区）
- 『超老芸術』書籍出版トーク with 恋さん（シャンプーハット）(2023年11月20日)@梅田Lateral(大阪府大阪市)
- 都築響一×櫛野展正トークショー(2023年12月23日)@鴨江ヴンダーカンマー(静岡県浜松市)

## ツアー
- 櫛野展正と行く!アウトサイドの現場訪問vol.1 小林伸一@神奈川県横浜市（2016年6月11日）
- 櫛野展正と行く!アウトサイドの現場訪問vol.2 磯野健一@大阪府東大阪市（2016年6月28日）
- 櫛野展正と行く!アウトサイドの現場訪問vol.3 今井豊一@大阪府東大阪市（2016年11月21日）
- ほいじんが&櫛野展正と行く!びんごトリップトラベル@広島県備後地方（2016年11月2日、11月3日）
- 櫛野展正と行く!アウトサイドの現場訪問vol.4 藤本正人@広島県福山市（2017年4月30日）
- 性地巡礼ツアー 向井東冥@広島県福山市（2017年7月15日）
- 櫛野展正と行く!アウトサイドの現場訪問vol.5 カオスの間@京都市東山区（2017年7月17日）
- 櫛野展正と行く!アウトサイドの現場訪問《関東ツアー》1 秋月聖徳太子、ありがとう星カエル、ドクター中松創研@東京都（2017年8月19日）
- 櫛野展正と行く!アウトサイドの現場訪問《関東ツアー》2 生亀光明、小林伸一、宮間英次郎帽子@神奈川県（2017年8月20日）
- 櫛野展正と行く!アウトサイドの現場訪問《関東ツアー》3 菅野武志、武装ラブライバー、あさくら画廊@東京都（2017年11月3日）
- 櫛野展正と行く!アウトサイドの現場訪問《関東ツアー》4 松﨑覚、長谷川芳隆、景山八郎、首くくり栲象@東京都（2017年11月4日）
- 櫛野展正と行く!アウトサイドの現場訪問《群馬・栃木編》稲村米治、堀田歴史伝説館、創作仮面館@群馬県、栃木県（2017年11月18日）
- 櫛野展正&みどり○みきと行く！アウトサイドの現場訪問《群馬・東京編》蟻鱒鳶ル、中條狭槌、珍宝館@東京都、群馬県（2018年2月24日）
- ほいじんが&櫛野展正と行く!アウトサイドの現場訪問 《関東ツアー》7 八潮秘宝館、小林一緒、飯島純子@埼玉県、茨城県（2018年2月25日）
- 櫛野展正と行く!アウトサイドの現場訪問vol.13 《広島編》ガタロ、香川定之、堺亮介@広島県（2018年4月14日）
- 櫛野展正と行く!アウトサイドの現場訪問《沖縄編》仲宗根宗順、饒波隆、ダチョウらんど、ネオパークオキナワ、おきなわワールド、目島興作@沖縄県（2018年9月15日-16日）
- 櫛野展正と行く!アウトサイドの現場訪問15《青森編》青森県立美術館、黒滝武蔵、とびない旅館、恐山、一戸清一、鈴木敏美@青森県(2019年5月18日-19日)
- びんごトリップトラベル　vol.1 井上咲楽 /虎屋本舗、小川卓一、山中勝己@広島県備後地方（2019年6月22日）
- びんごトリップトラベル　vol.2 片桐仁 /阿伏兎観音、貝と珊瑚の館、スナックジルバ@広島県備後地方（2019年10月5日）
- びんごトリップトラベル　vol.3 七瀬カオリ、今立進 /東村町かかし祭り、喫茶伴天連、スナックジルバ@広島県備後地方（2019年12月1日）
- 道後トリップトラベル /石手寺、ホリグチさん、渋谷尚代、沖井誠(2020年2月22日)

## メディア
- ドキュメント20min.「表現しなきゃ生きられない」（2015年3月23日、NHK総合）
- ハートネットTV「アウトサイダー・アートに魅せられて」（2016年1月25日、NHK総合）
- アウト×デラックス（2018年2月1日、フジテレビ）
- ※注 芸人調べ（2018年4月5日、テレビ朝日）
- メルマ旬報.TV (2018年9月14日、BS12)
- バラいろダンディ（2018年10月12日、TOKYO MX）
- 集え人間百鬼夜行 あまから秘宝館(2018年11月15日・11月22日、AGARUTV)
- マヨなか笑人200回突入SP（2019年4月6日、読売テレビ）
- おでかけすずらん～ゴールデンウィーク編～（2019年4月30日、AGARUTV）
- Nらじ(2019年10月29日、NHKラジオ第一)
- 空想メディア(2020年2月16日・2月23日、TOKYO FM)
- 静岡スペシャル「鬼才！“爆誕”驚きの超老芸術」(2021年11月19日、NHK静岡)
- 小峠英二のなんて美だ!(2022年3月29日・4月5日、TOKYO MX)
- レギュラー番組への道「超老芸術 驚きの鬼才!爆誕」(2022年8月6日・8月13日、NHK総合)
- 茂木健一郎 Dream HEART(2023年9月23日・9月30日、TOKYO FM)